# 429136 Corsali
429136 Corsali è un asteroide della fascia principale. Scoperto nel 2009, presenta un'orbita caratterizzata da un semiasse maggiore pari a 2,5242776 au e da un'eccentricità di 0,1694154, inclinata di 3,14867° rispetto all'eclittica.